# Astragalus kenteicus
Astragalus kenteicus es una especie de planta del género Astragalus, de la familia de las leguminosas, orden Fabales.

## Distribución
Astragalus kenteicus se distribuye por Mongolia.

## Taxonomía
Fue descrita científicamente por N. Ulziyhk. Fue publicada en Byull. Moskovsk. Obshch. Isp. Prir., Otd. Biol. 95(1): 111 (1990).